# Bisdom Sobral
Het bisdom Sobral (Latijn: Dioecesis Sobralensis) is een rooms-katholiek bisdom met als zetel Sobral, in Brazilië. Het bisdom is suffragaan aan het aartsbisdom Fortaleza.

## Geschiedenis
Het bisdom werd opgericht op 10 november 1915, uit delen van het aartsbisdom Fortaleza.

## Parochies
Het bisdom had in 2020 een oppervlakte van 17.635 km2 en telde 1.009.500 inwoners waarvan 84,7% rooms-katholiek was.

## Bisschoppen
- José Tupinambá da Frota (24 januari 1916 - 6 april 1923)
- José Tupinambá da Frota (10 maart 1924 - 25 september 1959)
  - José Bezerra Coutinho (hulpbisschop: 4 augustus 1956 - 28 januari 1961)
- João José da Mota e Albuquerque (28 februari 1961 - 28 april 1964)
- Walfrido Teixeira Vieira (6 januari 1965 - 18 maart 1998)
- Aldo de Cillo Pagotto (18 maart 1998 - 5 mei 2004; coadjutor sinds 10 september 1997)
- Fernando Antônio Saburido (18 mei 2005 - 1 juli 2009)
- Odelir José Magri (11 oktober 2010 - 3 december 2014)
- José Luiz Gomes de Vasconcelos (8 juli 2015 - heden; apostolisch administrator sinds 1 februari 2015)

Fortaleza (aartsbisdom) · Crateús · Crato · Iguatu · Itapipoca · Limoeiro do Norte · Quixadá · Sobral · Tianguá